# Reugny (Indre-et-Loire)
Reugny ist eine französische Gemeinde mit 1.764 Einwohnern (Stand: 1. Januar 2022) im Département Indre-et-Loire in der Region Centre-Val de Loire; sie gehört zum Arrondissement Tours und zum Kanton Vouvray. Die Einwohner werden Reugnois genannt.

## Geographie
Reugny liegt etwa 14 Kilometer nordöstlich von Tours in der Landschaft Touraine am Fluss Brenne. Umgeben wird Reugny von den Nachbargemeinden Villedômer im Norden, Neuillé-le-Lierre im Norden und Nordosten, Montreuil-en-Touraine im Osten, Nazelles-Négron im Südosten, Chançay im Süden, Vernou-sur-Brenne im Süden und Südwesten, Monnaie im Westen und Crotelles im Nordwesten.
Durch die Gemeinde führt die Autoroute A10.

## Bevölkerungsentwicklung
| Jahr      | 1962 | 1968 | 1975 | 1982 | 1990 | 1999 | 2006 | 2017 |
| Einwohner | 1009 | 947  | 878  | 1181 | 1289 | 1416 | 1552 | 1690 |

## Sehenswürdigkeiten
- romanische Kirche Saint-Médard aus dem 11./12. Jahrhundert, Ende des 19. Jahrhunderts restauriert
- Kapelle aus dem 15. Jahrhundert
- Pfarrhaus aus dem  18. Jahrhundert
- Schloss La Vallière mit Kapelle
- Schloss Reugny
- Schloss Launay
- Herrenhaus La Côte, um 1530 erbaut, seit 1989 Monument historique
- Rathaus (altes Bürgerhaus)
- mehrere Mühlen

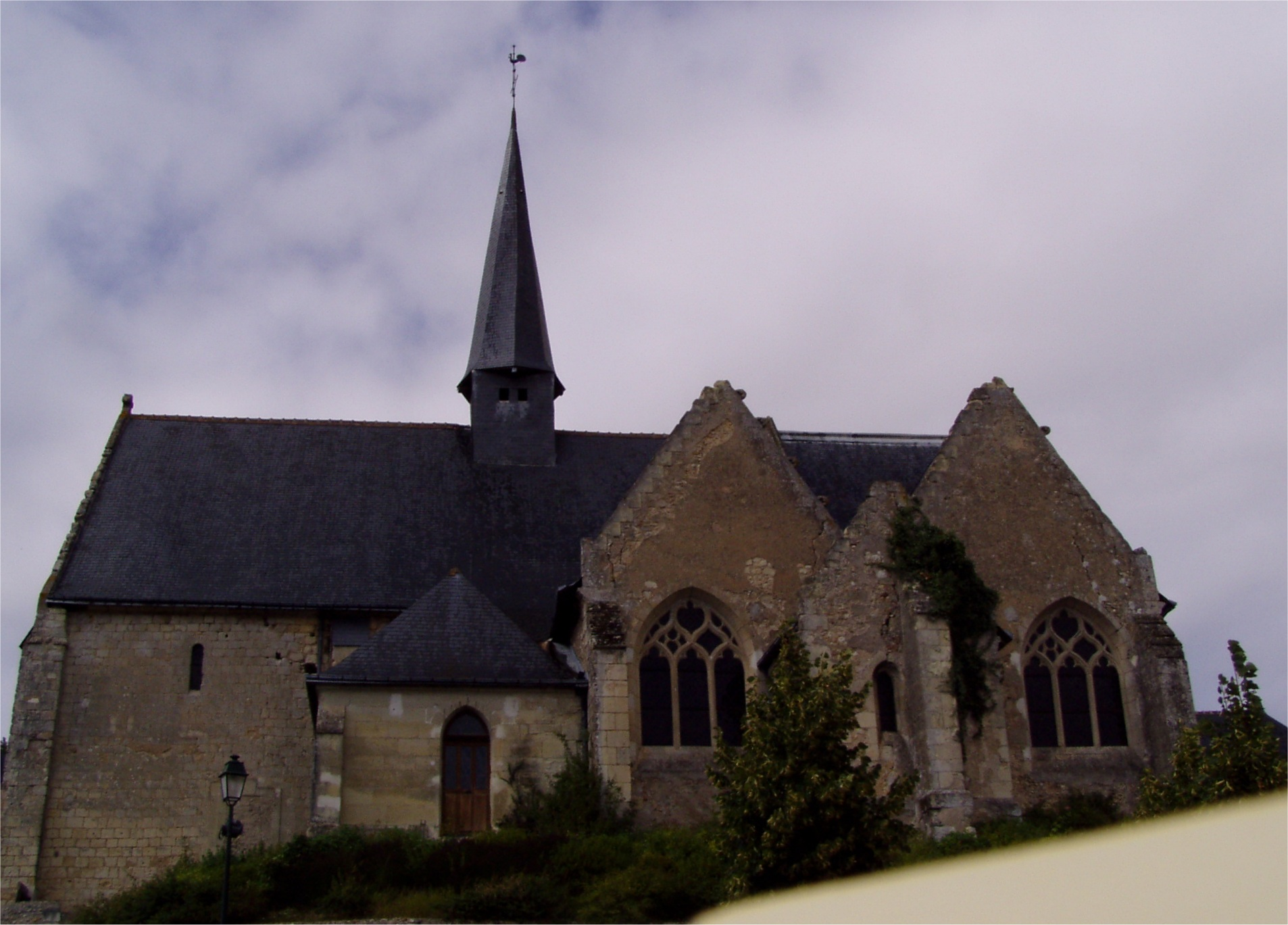
Kirche Saint-Médard
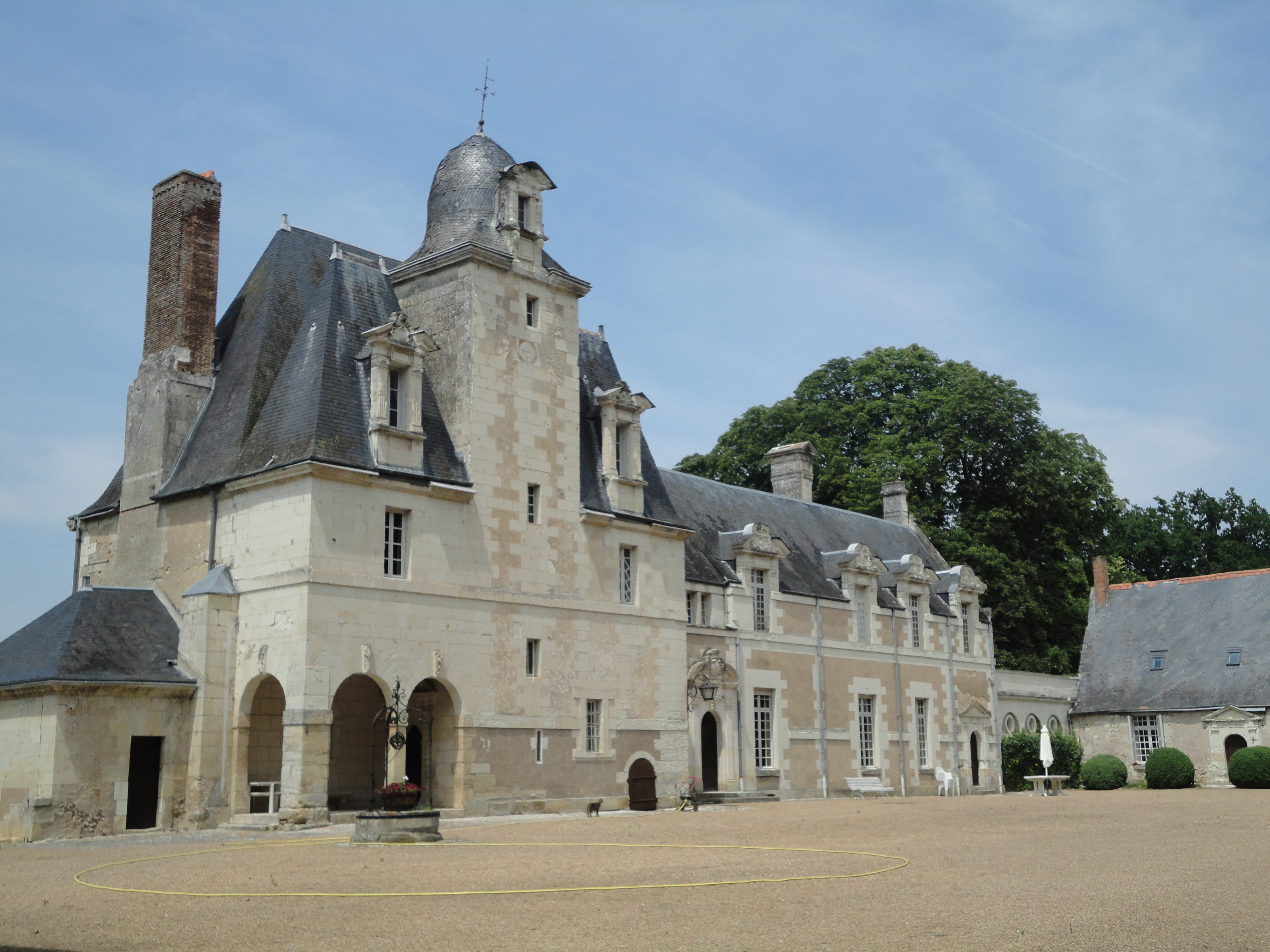
Schloss La Vallière

## Persönlichkeiten
- Louise de La Vallière (1644–1710), Mätresse Ludwigs XIV.